# Triconodonta
De Triconodonta zijn een groep van uitgestorven zoogdieren uit het Mesozoïcum. De fossielen van soorten uit deze groep zijn gevonden in Europa, oostelijk Azië, noordelijk Afrika, Noord-Amerika en Zuid-Amerika en dateren van ongeveer 190 tot 70 miljoen jaar geleden.

## Naamgeving
Naamgever van de familie is het geslacht Triconodon. Deze naam verwijst naar de karakteristieke puntige scheurkiezen met drie (tri) kronen (coni) op een rij.

## Ontwikkeling
De triconodonten ontwikkelden zich in Vroeg-Jura en de oudste fossielen dateren uit het Toarcien. De groep had de diversiteitspiek in het Vroeg-Krijt. Triconodonten zijn met name bekend van vondsten op het voormalige supercontinent Laurasia. Een beperkt aantal soorten is bekend van het zuidelijke supercontinent Gondwana. In het verdere verloop van het Krijt werden de triconodonten waarschijnlijk vervangen door de Deltatheroida, verwanten van de buideldieren, als dominante carnivore zoogdieren. Alticonodon uit het Campanien van Noord-Amerika is de laatst bekende triconodont. Austrotriconodon, bekend uit de Los Alamitos-formatie uit het Laat-Campanien, wordt inmiddels ingedeeld bij de Dryolestida.

## Kenmerken
De triconodonten werden aanvankelijk beschouwd als klassieke Mesozoïsche zoogdieren – kleine insectivoren – maar vondsten aan het begin van de eenentwintigste eeuw hebben dit beeld veranderd. Het was een diverse groep met op de grond levende carnivoren, boombewonende insectivoren, deels in het water levende piscivoren, gravende miereneters en zweefvliegers. Triconodonten varieerden in lengte van het formaat van een muis tot dat van een das. Van de meeste triconodonten zijn vooral tanden en kaakfragmenten bekend. Van enkele Chinese soorten zoals Jeholodens en Repenomamus, beide bekend uit de Yixian-formatie in Liaoning, zijn vrijwel complete skeletten gevonden. De eerste carnivore zoogdieren en ook het eerste zoogdier van redelijk groot formaat (Repenomamus) behoorden tot de Triconodonta.

## Indeling
De term Eutriconodonta wordt de monofyletische kroongroep van de triconodonten aangeduid, die over het algemeen tot de Theriiformes (die ook de placentadieren en buideldieren omvat) wordt gerekend. De Triconodonta omvat daarnaast ook basalere vormen, waarvan de daadwerkelijke verwantschap met elkaar en de Eutriconodonta onduidelijk is. De Volaticotheria werd voorheen als aparte, nauw verwante groep beschouwd, maar wordt tegenwoordig onder de benaming Volaticotherini geclassificeerd binnen de Eutriconodonta.
- Familie Amphilestidae
  - Amphilestes
  - Aploconodon
  - Comodon
  - Klamelia
  - Liaotherium
  - Paikasigudodon
  - Phascolotherium
  - Tendagurodon
  - Triconolestes
- Familie Jeholodentidae
  - Jeholodens
  - Jueconodon
  - Liaoconodon
  - Yanoconodon
- Familie Gobiconodontidae
  - Gobiconodon
  - Hangjinia
  - Klamelia
  - Meemannodon
  - Repenomamus
  - Spinolestes
- Familie Triconodontidae
  - Onderfamilie Alticonodontinae
    - Alticonodon
    - Arundelconodon
    - Astroconodon
    - Corviconodon
    - Jugulator
    - Tribus Volaticotherini
      - Ichthyoconodon
      - Argentoconodon
      - Volaticotherium

  - Onderfamilie Triconodontinae
    - Priacodon
    - Triconodon
    - Trioracodon